# Корнетт, Матье
Матье Корнетт (фр. Matthieu Cornette; род. 4 сентября 1985, Бегль) — французский шахматист, гроссмейстер (2008).
Чемпион Франции 2016 года.
В составе сборной Франции участник 17-го командного первенства Европы (2009).
Женат на литовской шахматистке Дейманте Даулите.

## Изменения рейтинга
| Графики недоступны из-за технических проблем. См. информацию на Фабрикаторе и на mediawiki.org. |